# Can Godomar
Can Godomar és un jaciment arqueològic al municipi d'Olot, (la Garrotxa), inclòs a l'Inventari del Patrimoni Arqueològic i Paleontològic de Catalunya.
Es tracta d'un lloc d'habitació sense estructures que podria pertànyer a indústries de l'Epipaleolític. Segons les referències orals proporcionades per Alcalde i Oller (1979), el jaciment fou trobat per Ramon Sala, procedent de la rodalia de Can Godomar de Batet de la Serra. De les setanta restes que el Dr. Joaquim Danés i Torras inventarià el 1930, només es conserven 56 en les que predomina el sílex però també pòrfir i quarsita. La talla és clarament laminar i, per tant, ha de correspondre al Paleolític superior o Epipaleolític. Només hi ha quinze peces retocades, insuficients per afinar més la cronologia. S'ha determinat una rascadora transversal, una doble rascadora denticulada, un bec, una làmina en dors i truncadura, tres raspadors i un burí. La presència però d'un raspador-burí ens porta cap al magdalenià, la d'un rascador uniforme al Magdalenià Final o Axilià, i una lamineta escalena que recorda la indústria Epipaleolítica